# Durstel
Durstel é uma comuna francesa na região administrativa de Grande Leste, no departamento Baixo Reno. Estende-se por uma área de 4,74 km². Em 2010 a comuna tinha 429 habitantes (densidade: 90,5 hab./km²).